# Bostik
Bostik — международный производитель материалов для гидроизоляции.

## История

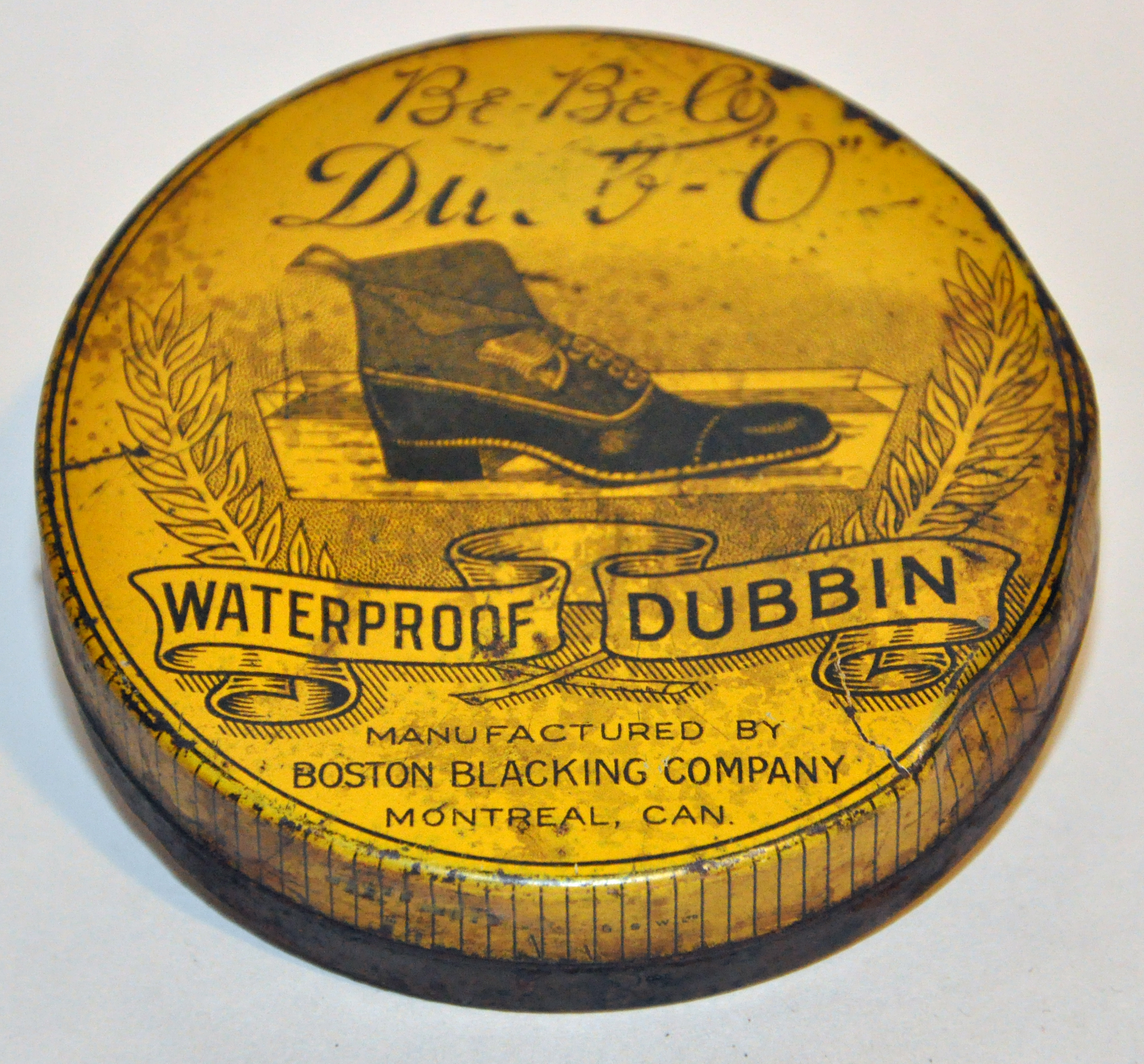
Банка жира для ухода за обувью производства компании Boston Blacking Co. (Be-Be-Co) под брендом Dubb-O, начало 20 века

Изначально владельцем бренда «Bostik» была компания Boston Blacking Company, основанная в 1889 году в Челси (Массачусетс, США). В 1929 году Boston Blacking Company была куплена компанией United Shoe Machinery Company. Бренд «Bostik» впервые был зарегистрирован в США в 1930 году и к 1935 году уже присутствовал и в Великобритании. В 1950 году компания сменила название на B. B. Chemical Co., а затем на Bostik, Inc. В 1975 году компания слилась с Emhart Manufacturing, а Emhart была куплена компанией Black & Decker Corporation в 1989-м. В 1990 году Black & Decker продала Bostik французской компании Total. В 2001 году Bostik, Inc. была объединена с компанией Ato Findley, Inc., образовав Bostik Findley, Inc. после слиянием их материнских компаний Total Fina и Elf Aquitaine (фр.). 2 февраля 2015 года Total продала Bostik компании Arkema за €1,71 млрд.

## Британский филиал
В начале своей истории Boston Blacking Company приобрела множество заграничных филиалов, таких как Boston Blacking Company, Ltd. в Лестере, в Англии (до 1899 года). К 1940 году она стала известна как B. B. Chemical Co. и с 1966 года как Bostik Ltd.

## Продукция
Bostik входит в четверку крупнейших мировых производителей гидроизоляционных материалов и герметиков. Компания обеспечивает более 5 000 рабочих мест в 50 странах мира на 5 континентах. Bostik хорошо узнаваемый бренд на промышленных рынках.
У компании есть несколько крупных подразделений: Industrial/Nonwovens (Промышленные/нетканые), Construction and Distribution (Строительство и дистрибуция), High performance polymers (Высокоэффективные полимеры).
Среди торговых марок, под которыми выпускается продукция Bostik такие бренды, как Bostik, Blu Tack, Prestik, Sader, Quelyd, Simson, Evo-Stik, Alliance, Ardal, Cementone, Mem, Technik, Hey’Di, SB Mercier, Chem-Calk, Hydroment, Durabond, Anchor Weld, Clag, Gripfill, Flexacryl.